# 岩谷マテリアル
岩谷マテリアル株式会社（英: Iwatani Materials Corporation.）は、東京都中央区新川に本社を置く、岩谷産業のグループ企業。

## 会社概要
合成樹脂と金属などの原料を用いて、生活商品から工業から農業用に至る幅広い製品を開発し販売している。
取扱商品は、合成樹脂（家庭日用品）、金属（鉄鋼、軽金属）、包装資材、フィルム、樹脂コーティング、農業資材、土木資材と多岐にわたる。
ニッチ市場に眼をつけてPB（プライベートブランド）商品を開発し続け、金属分野では「アルフロック」、農業資材では「シルバーポリ」や「家庭菜園用マルチフィルム」、家庭用品分野では「アイラップ」「灯油缶」「湯たんぽ」など、これらはいずれもヒット商品となった。
自社ブランドは、アイラップ、I'mD、KALTANA、グルラボ、&C などがある。

## 沿革
- 1954年（昭和29年） - 東亜耐酸工業として設立。
- 1956年（昭和31年） - 東亜化工に商号変更。
- 1967年（昭和42年） - 東亜化工として会社設立登記。
- 1976年（昭和51年） - 東亜化工が東大工業を統合。
- 1978年（昭和53年） - 岩谷樹脂製品販売設立。
- 1986年（昭和61年） - 岩谷樹脂製品販売が包装システム、新日本化工、栃木化成の3社を統合、岩谷樹脂となる。
- 1995年（平成7年） - 岩谷樹脂と奈良高分子が統合、岩谷化成品が設立。
- 1996年（平成8年） - 岩谷化成品が東亜化工と統合。
- 1999年（平成11年） - 岩谷マテリアル株式会社に商号変更。
- 2000年（平成12年） - 本社を八丁堀へ移転。
- 2006年（平成18年） - 積水ライフテックより「インテリア用品および台所ワイヤー製品の製造･販売」事業譲渡[3][4]。
- 2015年（平成27年） - 本社が茅場町に移転。

## 事業内容
- 合成樹脂、金属（鉄鋼・軽金属）原材料の販売
- 合成樹脂フィルム、合成樹脂成形品の製造・販売
- 金属加工品[5]、金属コーティング製品の製造・販売
- 合成樹脂成形機、包装機械、農業機器の販売
- 家庭日用品、農業資材[6][7][8]、園芸用品、土木資材の販売

## 主な取扱ブランド・商品
アイラップ
昭和から変わらない三角形のパッケージが特徴のマチ付きポリ袋。
ティッシュのような手軽さで、従来の素材に比べて袋が開けやすくコシがあり、使用温度範囲も広いなどの特徴がある。
1976年に開発されたワンタッチで取り出せる三角形のパッケージは、従来のポリ袋のイメージを打ち破る画期的な商品だった。
ネーミングは“イワタニのアイ”、“愛のアイ”から名付けられている。
発売当時のCMには浜木綿子を起用。浜自身も同商品を気に入っており、自身の主演するドラマの小道具としても使用していた。
同商品は全国のスーパーで販売され、ダイエー、ジャスコ、ニチイ、西友、灘神戸生協、イズミヤなどの定番商品として定着。
15年で特許が切れてからは類似競合商品が乱立し、販売地域は徐々に縮小するに至ったが、本州日本海側の山形・新潟・富山・石川・福井ではポリ袋の代名詞となり、変わらず愛され続けている。近年Twitterを利用したブランド認知拡大策により、一部の地区での販売から再び全国へと拡大している。
I'mD（アイムディー）
シンプルなデザインと機能性を両立した生活用品ブランド。
（Kcud、RETTO、Lessev、BEW、TAOG、ENOTS）
KALTANA
操作性、耐久性に優れたアルミ製軽量棚台車。姉妹品の「アルフロック」は日本の花き物流を変えた画期的な商品として、業界トップシェアを誇る。
グルラボ
火を使わずに様々な調理ができる、カプセル型の電子レンジ調理器。
&C
ブラインドメタルの特性を生かしたガーデン、エクステリア製品ブランド。

## 拠点
- 本社：東京都中央区新川1丁目4番1号
- 支店：大阪市中央区本町1丁目7番7号
- 営業所：国内5ヶ所（札幌、仙台、新潟、名古屋、福岡）
- 事業所：国内6ヶ所（栃木、奈良、広島、館林、静岡、大阪）
- 海外拠点：中山岩谷有限公司（中国）、バンコク・アイ・トーア（タイ）